# Eurylomia cordula
Eurylomia cordula là một loài bướm đêm thuộc phân họ Arctiinae, họ Erebidae.